# Francis Emmanuel Ogbonna Okobo
Francis Emmanuel Ogbonna Okobo (* 4. November 1936 in Lejja) ist ein nigerianischer Geistlicher und emeritierter römisch-katholischer Bischof von Nsukka.

## Leben
Francis Emmanuel Ogbonna Okobo empfing am 4. Juni 1966 die Priesterweihe für das Bistum Enugu.
Papst Johannes Paul II. ernannte ihn am 19. November 1990 zum ersten Bischof des mit gleichem Datum errichteten Bistums Nsukka. Der Papst persönlich spendete ihm am 6. Januar des folgenden Jahres im Petersdom die Bischofsweihe; Mitkonsekratoren waren Giovanni Battista Re, Substitut des Staatssekretariates, und Justin Francis Rigali, Sekretär der Kongregation für die Bischöfe.
Am 13. April 2013 nahm Papst Franziskus seinen altersbedingten Rücktritt an.